# القریشی
ال-قریشی یک منطقهٔ مسکونی در یمن است که در استان صنعا واقع شده‌است.